# Elm Hall
Elm Hall es un lugar designado por el censo ubicado en el condado de Gratiot en el estado estadounidense de Míchigan. En el Censo de 2020 tenía una población de 279 habitantes y una densidad poblacional de 76,44 habitantes por km². Fue incluido como CDP en el censo de 2020. 

## Geografía
Elm Hall se encuentra ubicado en las coordenadas 43°21′54″N 84°50′07″O / 43.36500, -84.83528.  Según la Oficina del Censo de los Estados Unidos,  tiene una superficie total de 3,65 km², de la cual 3,62 km² corresponden a tierra firme y 0,03 km² a agua.